# Prosju slova
Prosju slova (russisk: Прошу слова) er en sovjetisk spillefilm fra 1975 af Gleb Panfilov.

## Medvirkende
- Inna Tjurikova som Jelizaveta Uvarova
- Nikolaj Gubenko som Sergej Uvarov
- Jekaterina Volkova som Lena
- Leonid Bronevoj som Pjotr Vasiljevitj Antukhov
- Vasilij Sjuksjin som Fedja